# Søren B. Henriksen
 Der er for få eller ingen kildehenvisninger i denne artikel, hvilket er et problem. Du kan hjælpe ved at angive troværdige kilder til de påstande, som fremføres i artiklen.

Søren Birger Henriksen (født 22. januar 1948 i København) er en dansk erhvervsmand, forfatter og idrætsleder. Han var formand for Dansk Atletik Forbund fra marts 2008 til oktober 2010.
Søren B. Henriksen var i sine unge dage aktiv atlet, Han var udvekslingsstudent i Californien, hvor han tog sig til Los Angeles High School finale i hæk, han var dog bedst i tikamp
Han er uddannet på Københavns universitet, Wharton, Instead samt IMD og er fellow of nævnte uddannelsessteder.
Han har eksamener fra handelsskole og er cand.jur., advokat med møderet for højesteret. Han etablerede sin egen advokat virksomhed i 1982 med mange profileret klienter.
Han blev i 1989 administrerende direktør for Butik og Kontor Arbejdsgiverforeningen der har udviklet sig til Dansk Handel og Service i 1993 og senere Dansk Erhverv i 2007 som er Danmarks næststørste erhvervsorganisation, hvorfra han fratrådte i 2008.
Han har været viceformand for den europæiske erhvervsorganisation Eurocommerce 1991-1999, formand for Eurocemmerce arbejdsmarkedsudvalg 1992-1999, medlem af EU kommissionens Stående udvalg for Arbejdsmarkedsspørgsmål 1997-1999. Stifter og præsident for The European Round Table for Buisness Realated Service, Bruxelles.
Medlem af det rådgivende udvalg for The European Corporate Learning Award
Han har været medlem af Landsskatteretten 1997 til 2009, medlem af Kommissionen for fremtidens Beskæftigelse og Erhvervssamarbejde, diverse råd og udvalg, bestyrelser i det offentlige og private erhvervsliv, vicepræsident for Rebild Selskabet.
Søren B. Henriksen har skrevet : "Management, ledelse og læring i et individualiseret samfund" og spændingsromanen "Just Fishing".
Han er Ridder af Dannebrog.